# Shpongle
Shpongle – jedna z najbardziej znaczących grup muzycznych grających psychedelic downtempo/ambient. Jest to projekt dwóch muzyków: Simona Posforda (tworzy od lat 90. XX wieku, najbardziej znany z solowego projektu Hallucinogen oraz ze współpracy z wieloma innymi artystami) i Ronalda Rothfielda (znany jako Raja Ram, właściciel wytwórni TIP World). Muzykę, którą grają, sami określają jako psybient. W swoich utworach łączą cyfrowe brzmienia tworzone przez Posforda i elementy grane na fletach przez Raję Rama. Dodatkowo często wspierają się instrumentami i brzmieniami etnicznymi z różnych stron świata. Współpracują z różnymi artystami (wokale na Tales of the Inexpressible nagrywała Michele Adamson).

## Dyskografia

### Albumy studyjne
- Are You Shpongled? (1998)
- Tales of the Inexpressible (2001)
- Nothing Lasts... But Nothing Is Lost (2005)
- Ineffable Mysteries from Shpongleland (2009)
- Museum of Consciousness (2013)
- Codex VI (2017)

### EP
- Divine Moments of Truth (2000)
- Dorset Perception (2004)
- The God Particle (2010)

### Remiksy
- Shpongle Remixed (2003)
- Remixed volume 2 (2005)
- Unreleased Remixes (2008) (download)
- Shpongle & Mad Tribe – Stoned Remixes (2016-05-09, Tip Records, download)[2]